# Galium amblyophyllum
Galium amblyophyllum là một loài thực vật có hoa trong họ Thiến thảo. Loài này được Schrenk mô tả khoa học đầu tiên năm 1841.